# Konstsim vid världsmästerskapen i simsport 2023 – Damernas tekniska parprogram
Damernas tekniska parprogram vid världsmästerskapen i simsport 2023 avgjordes mellan den 14 och 16 juli 2023 i Marine Messe Fukuoka i Fukuoka i Japan.
Japanska Moe Higa och Mashiro Yasunaga tog guld, italienska Linda Cerruti och Lucrezia Ruggiero tog silver och spanska Alisa Ozhogina och Iris Tió tog brons.

## Resultat
Kvalet startade den 14 juli klockan 15:42. Finalen startade den 16 juli klockan 19:30.
Grön bakgrund betyder att konstsimmarna gick vidare till finalen
| Placering | Namn                                         | Nationalitet   | Kval     | Kval      | Final            | Final            |
| Placering | Namn                                         | Nationalitet   | Poäng    | Placering | Poäng            | Placering        |
| --------- | -------------------------------------------- | -------------- | -------- | --------- | ---------------- | ---------------- |
| 1         | Moe Higa Mashiro Yasunaga                    | Japan          | 215,2700 | 12        | 273,9500         | 1                |
| 2         | Linda Cerruti Lucrezia Ruggiero              | Italien        | 234,2667 | 8         | 263,0334         | 2                |
| 3         | Alisa Ozhogina Iris Tió                      | Spanien        | 228,7059 | 9         | 257,8368         | 3                |
| 4         | Wang Liuyi Wang Qianyi                       | Kina           | 280,3334 | 1         | 249,4099         | 4                |
| 5         | Anna-Maria Alexandri Eirini-Marina Alexandri | Österrike      | 275,3233 | 2         | 240,5117         | 5                |
| 6         | Sofia Malkogeorgou Evangelia Platanioti      | Grekland       | 236,1667 | 7         | 238,4784         | 6                |
| 7         | Bregje de Brouwer Noortje de Brouwer         | Nederländerna  | 259,9635 | 4         | 231,7799         | 7                |
| 8         | Kate Shortman Isabelle Thorpe                | Storbritannien | 226,9067 | 10        | 228,3801         | 8                |
| 9         | Nuria Diosdado Joana Jiménez                 | Mexiko         | 244,2000 | 6         | 222,5667         | 9                |
| 10        | Maryna Aleksijiva Vladyslava Aleksijiva      | Ukraina        | 274,1934 | 3         | 213,1599         | 10               |
| 11        | Maria Gonçalves Cheila Vieira                | Portugal       | 217,5866 | 11        | 208,4600         | 11               |
| 12        | Shelly Bobritsky Ariel Nassee                | Israel         | 248,7284 | 5         | 182,7332         | 12               |
| 13        | Hur Yoon-seo Lee Ri-young                    | Sydkorea       | 204,8133 | 13        | Gick inte vidare | Gick inte vidare |
| 14        | Noemi Büchel Leila Marxer                    | Liechtenstein  | 204,5567 | 14        | Gick inte vidare | Gick inte vidare |
| 15        | Laura Miccuci Gabriela Regly                 | Brasilien      | 203,9234 | 15        | Gick inte vidare | Gick inte vidare |
| 16        | Melisa Ceballos Estefania Roa                | Colombia       | 196,2966 | 16        | Gick inte vidare | Gick inte vidare |
| 17        | Megumi Field Ruby Remati                     | USA            | 196,0066 | 17        | Gick inte vidare | Gick inte vidare |
| 18        | Scarlett Finn Kenzie Priddell                | Kanada         | 192,0200 | 18        | Gick inte vidare | Gick inte vidare |
| 19        | Carolyn Buckle Kiera Gazzard                 | Australien     | 189,6634 | 19        | Gick inte vidare | Gick inte vidare |
| 20        | Chiara Diky Lea Anna Krajčovičová            | Slovakien      | 186,5100 | 20        | Gick inte vidare | Gick inte vidare |
| 21        | Arina Pushkina Yasmin Tuyakova               | Kazakstan      | 184,2734 | 21        | Gick inte vidare | Gick inte vidare |
| 22        | Karolína Klusková Aneta Mrázková             | Tjeckien       | 183,8601 | 22        | Gick inte vidare | Gick inte vidare |
| 23        | Diana Onkes Ziyodakhon Toshkhujaeva          | Uzbekistan     | 182,8649 | 23        | Gick inte vidare | Gick inte vidare |
| 24        | Hana Hiekal Malak Toson                      | Egypten        | 179,0300 | 24        | Gick inte vidare | Gick inte vidare |
| 25        | Debbie Soh Miya Yong                         | Singapore      | 176,5883 | 25        | Gick inte vidare | Gick inte vidare |
| 26        | Pongpimporn Pongsuwan Supitchaya Songpan     | Thailand       | 175,2599 | 26        | Gick inte vidare | Gick inte vidare |
| 27        | Blanka Barbócz Angelika Bastianelli          | Ungern         | 173,8016 | 27        | Gick inte vidare | Gick inte vidare |
| 28        | Isidora Letelier Rocío Vargas                | Chile          | 172,4133 | 28        | Gick inte vidare | Gick inte vidare |
| 29        | Sasha Miteva Dalia Penkova                   | Bulgarien      | 168,6933 | 29        | Gick inte vidare | Gick inte vidare |
| 30        | Tiziana Bonucci Luisina Caussi               | Argentina      | 167,4149 | 30        | Gick inte vidare | Gick inte vidare |
| 31        | Kyra Hoevertsz Mikayla Morales               | Aruba          | 165,2667 | 31        | Gick inte vidare | Gick inte vidare |
| 32        | Nil Talu Esmanur Yirmibeş                    | Turkiet        | 163,6001 | 32        | Gick inte vidare | Gick inte vidare |
| 33        | Andrea Maroto Raquel Zúñiga                  | Costa Rica     | 159,2233 | 33        | Gick inte vidare | Gick inte vidare |
| 34        | Eva Morris Eden Worsley                      | Nya Zeeland    | 157,3483 | 34        | Gick inte vidare | Gick inte vidare |
| 35        | Gabriela Alpajón Dayaris Varona              | Kuba           | 156,8600 | 35        | Gick inte vidare | Gick inte vidare |
| 36        | Agustina Medina Lucía Pérez                  | Uruguay        | 153,1900 | 36        | Gick inte vidare | Gick inte vidare |
| 37        | Ao Weng I Chau Cheng Han                     | Macao          | 152,1800 | 37        | Gick inte vidare | Gick inte vidare |
| 38        | Jess Pretorius Laura Strugnell               | Sydafrika      | 126,7933 | 38        | Gick inte vidare | Gick inte vidare |